# Stine Lise Hattestadová
Stine Lise Hattestadová Bratsbergová (* 30. dubna 1966, Oslo) je bývalá norská akrobatická lyžařka. Na olympijských hrách v Lillehammeru roku 1994 vyhrála závod v jízdě v boulích. Na předchozích hrách v Albertville roku 1992 získala ve stejné disciplíně bronz. V roce 1993 se rovněž stala mistryní světa. Má dva malé křišťálové glóby za celkové boulařské vítězství ve světovém poháru (1988, 1993), čtyřikrát byla druhá (1987, 1991, 1992, 1994). V souboji o velký křišťálový glóbus, tedy o celkové vítězství ve světovém poháru akrobatického lyžování, skončila nejlépe pátá (1986). Vyhrála v seriálu světového poháru 10 závodů, 44krát stála na stupních vítězů. Vyhrála též 14 národních titulů. Závodní kariéru ukončila roku 1994, ve věku 27 let.
Vystudovala vysokou ekonomickou školu v Oslu (Handelshøyskolen BI) a od té doby pracuje v byznysu. Začínala jako konzultantka pro styk s veřejností ve společnosti Burson-Marsteller a svou kariéru zaměřila na společenskou odpovědnost firem a rozvoj udržitelných obchodních strategií. Společnost, kterou spoluzaložila, prodala londýnské Aegis Media Group. V roce 2009 založila druhou společnost, která mimo jiné spolupracovala s norským ministerstvem zahraničních věcí na realizaci cílů udržitelného rozvoje Organizace spojených národů. Hattestadová je spolupředsedou programu OSN pro ochranu prostředí a zdraví před nebezpečnými chemikáliemi a odpady. Je též členem správní rady několika humanitárních organizací, včetně SOS dětských vesniček.